# Slough
Slough ([slaʊ]) is plaats in Engeland; een city, een unitary authority en een district (ONS-code E06000039) in het ceremoniële graafschap Berkshire. Oorspronkelijke dorpen die thans buitenwijken vormen van het moderne Slough zijn: Britwell, Chalvey, Cippenham, Colnbrook, Ditton, Langley, Poyle, Upton, Wexham en grote delen van Burnham (Buckinghamshire).

## Geschiedenis
Slough is ontstaan in Buckinghamshire door samengroeien van dorpen langs de Britse A4 tussen Londen, Bath en Bristol.
De eerste naam die opduikt is Slo in 1196, wat veranderde in Sloo (1336) en Le Slowe, Slowe of Slow in 1437. Er zijn twee verklaringen in omloop voor de oorsprong van de naam: het Engelse woord "slough" (wetland), of de sleedoorn (Prunus spinosa) waarvan de bessen in het Engels "sloe" worden genoemd. Deze groeien in de buurt van Slough.
In Slough was het observatorium gevestigd waar William Herschel zijn ontdekkingen deed, onder andere van de planeet Uranus.

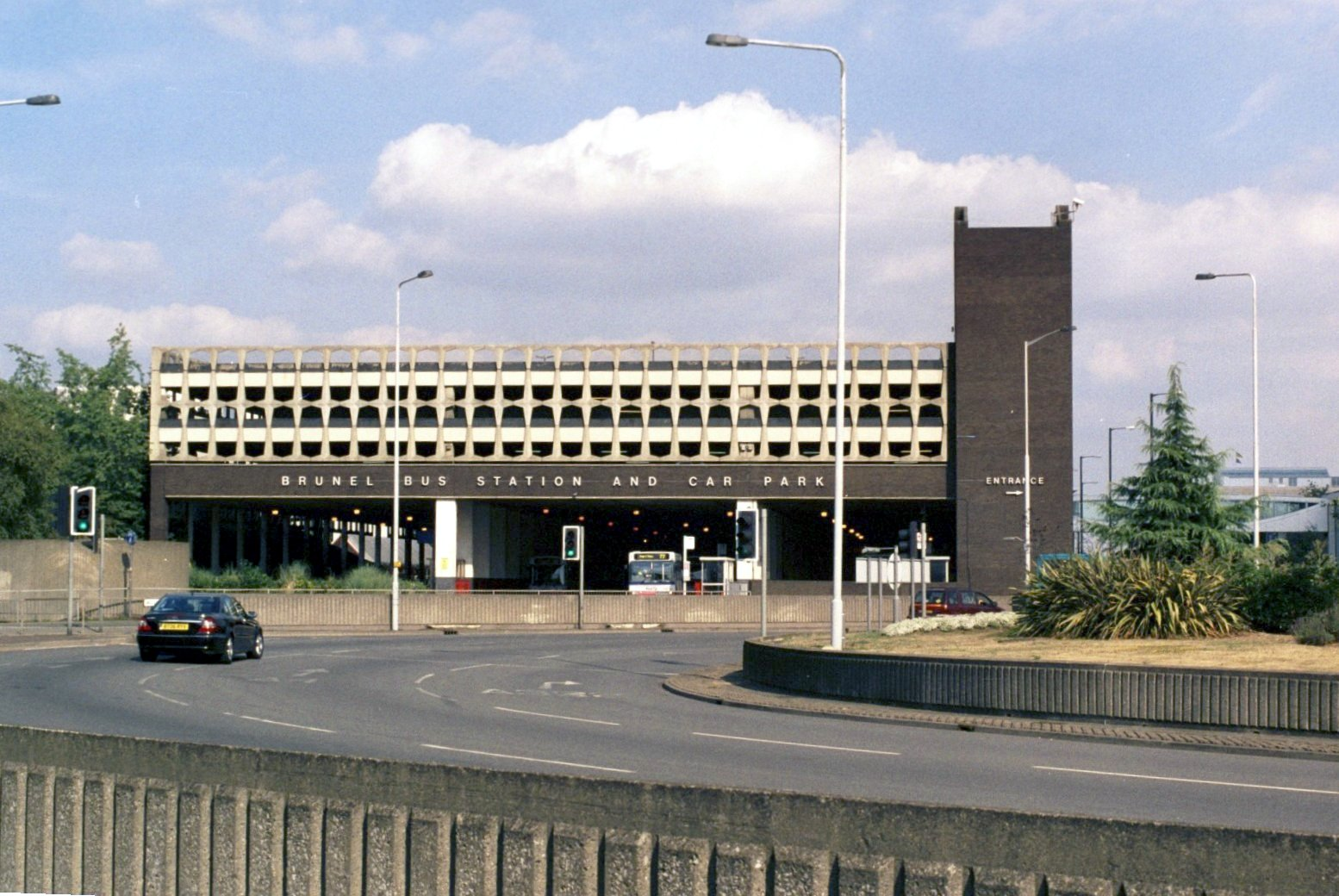
Het inmiddels gesloopte Brunel busstation tussen het spoorwegstation en de High street

## Civil parishesin district Slough
- Britwell
- Colnbrook with Poyle
- Wexham Court

## Industrie
Voor 1800 waren de belangrijkste bronnen van inkomsten van Slough landbouw en steenbakkerijen. De stenen voor Eton College werden hier gebakken.
In 1906 opende een van de directeuren (James Horlick) van de geëvaporeerde maltosemelk een nieuwe fabriek in Slough. Vanaf de jaren twintig werd door de ontwikkelingsmaatschappij Slough Estates Ltd, het industrieterrein aangelegd. Het is gunstig gelegen ten opzichte van het vliegveld Heathrow. Vanaf 1926 fabriceerde Citroën hier auto's.
Het Europees hoofdkwartier van Mars, Inc is gevestigd in Slough. Door de aanwezigheid van een fabriek van dit bedrijf is de stad 'gedompeld' in een chocoladelucht.
Recentelijk is de industriële bedrijvigheid afgenomen. De fabrieken zijn vervangen door kantoorcomplexen van onder andere Nintendo, Ferrari, Fiat en Maserati.

## Trivia
- In de jaren zestig werd in Slough de televisieserie Thunderbirds opgenomen.
- De Britse televisieserie The Office speelt zich af in Slough.
- Sir John Betjeman schreef in 1937 uit afkeer van de industrialisatie van het Britse platteland het gedicht Slough dat aldus begint: "Come, friendly bombs, and fall on Slough. It isn't fit for humans now."

## Bekende inwoners van Slough

### Geboren
- John Herschel (1792-1871), wiskundige en astronoom
- Cliff Bennett (1940), zanger
- Brian Connolly (1945-1997), zanger van The Sweet
- Rod Evans (1947), zanger van Deep Purple (1968-1959)
- Tracey Ullman (1959), actrice, comédienne en zangeres
- Martin Glover (1960), muzikant
- Fiona May (1969), atlete
- Naema Tahir (1970), schrijfster
- Mark Richardson (1972), sprinter
- Matty Cash (1997), Pools-Engels voetballer
- Kerry Ingram (1999), actrice
- Armando Broja (2001), voetballer
- Lewis Hall (2004), voetballer